# Конурбаев, Темиргали
Темиргали Конурбаев (20 октября 1915, Акмолинская область — 1983) — советский железнодорожник, руководитель производства. Почётный гражданин Павлодара.

## Биография
Темиргали Конурбаев родился 20 октября 1915 года в Акмолинской области в семье крестьянина-батрака.
В 1932 году окончил школу ФЗУ станции Акмолинск Омской железной дороги. После этого трудился слесарем в депо той же станции, занимался ремонтом паровозов. В дальнейшем работал помощником машиниста, машинистом, инструктором политотдела Джезказганского отделения Карагандинской железной дороги.
Окончил в Алма-Ате Высшую партийную школу при ЦК КП Казахской ССР. Перешёл на партийную работу.
В 1954 году переехал в Павлодар. Здесь работал заместителем начальника политотдела Павлодарского отделения Казахской железной дороги, старшим инженером локомотивного депо, начальником отдела кадров. В 1958—1962 годах был ответственным секретарём районного комитета профсоюза железнодорожников Павлодарского отделения.
С января 1962 по ноябрь 1975 года работал начальником отдела контроля вагонного депо на станции Павлодар.
В ноябре 1975 года вышел на пенсию, но продолжал трудиться в депо слесарем-инструментальщиком.
Награждён орденом Трудового Красного Знамени (1953), медалью «За трудовую доблесть» (1951), знаком «Почётный железнодорожник».
6 октября 1977 года решением исполкома Павлодарского городского Совета депутатов трудящихся удостоен звания почётного гражданина Павлодара наряду с Бейсеном Ахметовым, Анатолием Баклановым, Иваном Кривенко и Верой Фисенко.
Умер в 1983 году.